# Acțiunea
Acțiunea a fost o publicație din România care a apărut în perioada dinaintea Primului Război Mondial.
Ziarul Acțiunea apare în trei serii, între 1902-1916, la București, fiind editat de gruparea din Partidul Conservator din jurul lui Take Ionescu.
Prima serie a apărut între 2 decembrie 1902 și 30 aprilie 1906, director fiind fratele lui Take Ionescu, Victor Ionescu. În această perioadă ziarul apărea zilnic, în formatul 59x41 cm. Costul unui număr era de 5 bani iar abonamentul pe un an costa 20 de lei. A fost tipărit la tipografiile „Heliade” „Dor. P. Cucu”, „Universala” și „Eminescu”.:p. 1
Între 2 mai 1906 și 2 decembrie 1907 ziarul își schimbă denumirea în „Acțiunea Conservatoare”, care apărea zilnic, în formatul 61x44 cm. Costul unui număr era de 5 bani iar abonamentul pe un an costa 30 de lei. A fost tipărit la tipografia „Dor. P. Cucu”. Ziarul menține pe lângă numerotația proprie și numerotația fostului ziar „Acțiunea”, în locul căreia a apărut.:p. 1
Seria a treia a apărut între 2 decembrie 1907 și 14 noiembrie 1917, director fiind tot Victor Ionescu. În această perioadă ziarul apărea zilnic, în ediție de seară, în formatul 61x44 cm. Costul unui număr era de 5 bani iar abonamentul pe un an costa 30 de lei. A fost tipărit la tipografiile „Universala” „Anuarul General” „Dor. P. Cucu”, și „Comptuar Popular Român”. Ocazional a scos suplimente gratuite de câte o foaie, cu numerotație proprie.:p. 1
Acțiunea a fost organul de presă oficial al Partidului Conservator-Democrat între 31 ianuarie 1913, când a înlocuit ziarul „Ordinea” și 14 noiembrie 1916, când a fost înlocuit cu ziarul „Evenimentul”.:p. 181